# Villacreziani
I villacreziani furono i frati minori francescani del ramo riformato da Pietro di Villacreces.

## Storia

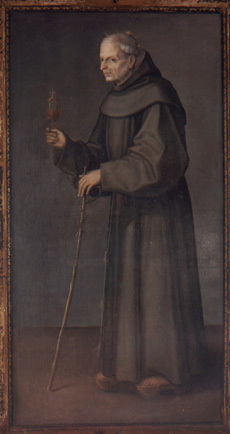
Pietro di Villacreces

La riforma fu promossa da Pietro di Villacreces: aveva abbracciato giovanissimo la vita religiosa nei frati minori, aveva studiato a Tolosa e Parigi e, ottenuto il titolo di magister dal papa avignonese Benedetto XIII, fu docente all'università di Salamanca. Dopo un ritiro a San Pietro d'Arlanza, tra il 1395 e il 1397 si stabilì a La Salceda, che fu culla della sua riforma.
Dopo aver riformato il convento-romitorio di Santa María de La Salceda, nel 1403 si trasferì a La Aguilera, che divenne il centro principale del movimento, poi a Compasto (1414) e ad Abrojo (1415).
A La Aguilera aderirono alla riforma gli ancora giovani Lope de Salazar y Salinas, Pietro Regalado e Pietro Santojo, i più illustri discepoli di Pietro di Villacreces, i quali fondarono 12 conventi-romitori: insieme alle 4 aperte da Villacreces, queste comunità si organizzarono i tre custodie (La Aguilera, Santa María de los Menores, Santojo).
Ogni convento poteva accogliere non più di 12 religiosi. I frati conducevano una vita di assoluta povertà, di preghiera e penitenza; si dedicavano allo studio, all'insegnamento, alla predicazione.
Pietro di Villacreces si recò a Costanza, dove era in corso il concilio, e il 28 aprile 1418 ottenne da papa Martino V l'approvazione della sua riforma.
I superiori villacreziani vennero posti alle immediate dipendenze dei ministri generale e provinciale, che erano conventuali, e ciò creò dissidi tra loro e gli osservanti che gradualmente assorbirono le loro custodie (Santojo nel 1428, Santa María de los Menores nel 1466 e, definitivamente, nel 1471, La Aguilera nel 1471).